# HEAVEN〜THE CUSTOMIZED LANDSCAPE〜
『HEAVEN 〜THE CUSTOMIZED LANDSCAPE〜』（ヘヴン ザ・カスタマイズド・ランドスケープ）は、日本のバンドPIERROTのメジャーデビュー後、3枚目に発売されたアルバム。2002年4月24日に発売される。発売元はユニバーサルミュージック。

## 概要
PIERROTが構築したストーリーの中で、1枚目のアルバム『FINALE』が「現世（地上世界）」、2枚目のアルバム『PRIVATE ENEMY』が「地獄」、そしてこの『HEAVEN』が「天国」という設定を担っており、このアルバムにて『FINALE』から続く「君」と「僕」が主人公である一連の物語が終了する。
なお、バンドの意向によりキャッチコピーは作られなかった。
「BIRTHDAY」終了後に隠しトラックとして「SUPER STRING THEORY」が含まれるが、それとは別に1曲目から巻き戻すと「PARADOX」（1万枚限定シングル）が収録されている。
このアルバムのメンバーインタビューとレコーディングの模様が『スペースシャワーTV』にて独占放送された。
アルバム発売後、【LANDSCAPE】と題した5月8日から5月10日の3日間にわたる日本武道館公演、そして7月12日からの全国ツアーPSYCHEDELIC HEAVENが行われた。

## 収録曲
全作詞：キリト
太字はシングル曲
1. PARADOX
  - 作曲：潤

隠しトラック。「HEAVEN」の冒頭のギャップ部分に収録されている。

1. HEAVEN
  - 作曲：キリト
2. 新月
  - 作曲：キリト
3. DRAMATIC NEO ANNIVERSARY
  - 作曲：キリト
4. HOME SICK
  - 作曲：キリト
5. LOVE & PEACE
  - 作曲：アイジ
6. COCOON
  - 作曲：アイジ
7. BELIEVER
  - 作曲：アイジ
8. AUTOMATION AIR
  - 作曲：潤
9. 壊れていくこの世界で
  - 作曲：キリト
10. OVER DOSE
  - 作曲：キリト
11. REBIRTH DAY
  - 作曲：アイジ

「壊れていくこの世界で」カップリング曲。
12. BIRTHDAY
  - 作曲：キリト
13. SUPER STRING THEORY
  - 作曲：キリト

隠しトラック